# Khaţīb Gūrāb
Khaţīb Gūrāb (persiska: خطیب گوراب) är en ort i Iran.   Den ligger i provinsen Gilan, i den nordvästra delen av landet, 250 km nordväst om huvudstaden Teheran. Khaţīb Gūrāb ligger 8 meter över havet och antalet invånare är 109.
Terrängen runt Khaţīb Gūrāb är platt.Runt Khaţīb Gūrāb är det ganska tätbefolkat, med 111 invånare per kvadratkilometer. Närmaste större samhälle är Fūman, 4,7 km sydväst om Khaţīb Gūrāb. Trakten runt Khaţīb Gūrāb består till största delen av jordbruksmark.